# Deveikuth
Devekut, deveikuth, deveikus o debequt (in ebraico דבקות‎?, in ebraico moderno dedicazione/dedizione, tradizionalmente aggrapparsi/stringersi a Dio) è un concetto dell'ebraismo che esprime la vicinanza con Dio. Si può riferire ad uno stato meditativo profondo, simile alla trance, raggiunto durante la preghiera ebraica, lo studio della Torah, o quando si praticano le 613 mitzvot ("comandamenti"). È particolarmente associato con la tradizione mistica ebraica.

## Etimologia
La parola ebraica per colla è דבק devek, che è la radice di devekut, "dvekut" o devekus. Il concetto di Devekut è importante nella cultura ebraica, particolarmente nel Chassidismo settecentesco e nella storia del pensiero ebraico, nella mistica e nell'etica.
In israeliano moderno, Devekut o dvekut è spesso un sinonimo di dedizione ad un particolare fine.
Nell'ebraismo ortodosso e nel mondo accademico, Dvekut si riferisce più comunemente al significato filosofico e mistico, nonché intendimento chassidico di Devekut come aggrapparsi o attaccarsi a Dio in tutti gli aspetti della vita.

## Devekut nella Cabala

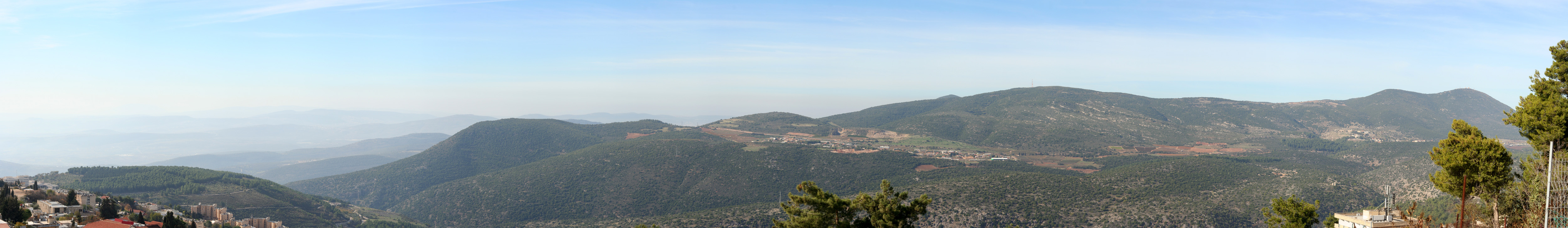
Veduta da Safed. I grandi cabalisti della Safed del XVI secolo accoglievano la Sposa dello Shabbat nei campi la sera del venerdì.

Nella Cabala, stretti circoli élitari di studiosi cercavano stati mistici elevati di devekut, spesso attraverso pratiche ascetiche.
Fino alla sua divulgazione comune, e poi generale, psicologica nel chassidismo del XVIII secolo, lo studio mistico e la sua pratica erano limitati a stretti circoli di studiosi nell'ebraismo.
I cabalisti medievali spesso aderivano a pratiche etiche e ascetiche, come ad esempio quelle degli Chassidei Ashkenaz del XII-XIII secolo. Cercavano elevati stati mistici come parte dei loro sforzi in Kabbalah Iyunnit (indagine cabalistica concettuale). Esploravano studi esoterici trascendenti in esegesi scritturale che comprendeva sottili descrizioni metafisiche di emanazioni divine e reami celesti. Le loro scuole d'élite ebbero una notevole influenza sul pensiero ebraico più ampio, con la Cabala e l'Hakirah (filosofia ebraica medievale razionalista) che emersero come le due tradizioni concorrenti di teologia ebraica.
Dopo l'espulsione dalla Spagna nel XV secolo, la Cabala, sostituita la Hakirah come corrente teologica principale dell'Ebraismo, sia nei circoli accademici/culturali e nell'immaginario popolare, fu protagonista di una grande rinascita nell'ambito dell'emergente comunità mistica del XVI secolo a Safed in Israele, che comprendeva le grandi figure rabbiniche dalla Spagna. Il principale gruppo di studiosi rabbinici di questa comunità, tra cui il compilatore mistico e halakhico dello Shulchan Aruch Yosef Caro, confermò la centralità della Cabala come teologia ebraica basilare. Questa scuola produsse le successive nuove descrizioni di sintesi cabalistica di Moshe Cordovero e Isaac Luria. Una delle pratiche mistiche di dveikut di questa stretta cerchia di studiosi fu l'abnegazione in devozione, che comportava l'amore altruistico e la tzedakah tra membri.
Accanto ai progressi storici nell'interpretazione cabalistica concettuale, i capi della comunità composero inni di Shabbat che sono entrati nella liturgia ebraica. Il più famoso è il Lekhah Dodi in ebraico לכה דודי‎?, composto da Shlomo Halevi Alkabetz, che accoglie giubilante la Shechinah (Divina Presenza) come Regina dello Shabbat. I mistici, tra cui Isaac Luria nei suoi brevi due anni a Safed, andavano per i campi vicino alla città al tramonto del venerdì, per accogliere lo Shabbat in profondo dveikut:

Vieni in pace, corona del Suo sposo

Entrambi in felicità, in canto e giubilo

Tra i fedeli della preziosa nazione

Vieni o Sposa! Vieni o Sposa!

Tra i fedeli della preziosa nazione

Vieni o Sposa! Regina di Shabbat!

Boi ve-shalom ateret ba'alah

Gam be-simchah be-rina u-ve-tzahalah

Toch emunei am segulah

Bo-i chalah boi chalah

Toch emunei am segulah

Bo-i chalah Shabbat malketa

Prima della creazione di questa comunità elitistica a Safed, i suoi membri raccontavano un episodio mistico storico a cui avevano partecipato, in cui avevano sentito una voce celeste. Seguendo la prassi descritta nello Zohar, il circolo degli astanti era rimasto sveglio la notte di Shavuot. Durante la recitazione dei testi richiesti, la Shekhinah era apparsa sotto forma di presenza magghid a Rabbi Caro, lodando il gruppo e dicendo loro di spostarsi in Terra d'Israele. Quando stettero nuovamente svegli la seconda notte di Shavuot, la Shekinah fu inflessibile in merito al loro trasferimento in Terra d'Israele. Il racconto fu riportato da Alkabetz, che si trasferì a Safed nel 1535. Nell'interpretazione mistica ebraica, l'agitazione nazionale della recente espulsione dalla Spagna e le sue successive persecuzioni degli ebrei restanti, portò ai nuovi forti impegni mistici dei cabalisti di Safed e alla loro sensibilità per la sofferenza della Shekhinah in esilio. L'insegnamento cabalistico descrive la Shekhina in esilio mistico al fianco del popolo ebraico nella itinerante diaspora del loro esilio fisico.
Il percorso dveikut della Cabala storica, sia nella sua prima diffusione medievale che in quella rinascimentale del XVI secolo, dipese da molte condizioni. Il pensiero cabalistico si limitava agli studiosi più avanzati: era una tradizione storica, e anche una caratteristica intrinseca. La forma della Cabala storica incorporava nei suoi testi la necessità di una vasta comprensione dei principali testi rabbinici, al fine di intendere correttamente le sue sottili metafore e per evitarne il loro antropomorfismo. Le conseguenze di questo pericolo, dai primi evitato, furono poi realizzate nelle interpretazioni eretiche della Cabala da parte dei sabbatisti e dei loro successori. Nella conoscenza avanzata, il dveikut era alleato con le pratiche ascetiche, poiché la comprensione del pensiero cabalistico veniva a coinvolgere una preparazione spirituale per l'illuminazione (Ohr) intuitiva all'interno delle proprie strutture. Mentre la lettura superficiale dei testi cabalistici era vista come una benedizione divina, la catena di tradizione e di studio della Torah Orale richiedeva un'autentica fedeltà. La natura trascendente della Cabala storica, che si concentra sulle emanazioni di Dio nei Reami Celesti, faceva sì che la sua espressione in dveikut fosse una risposta simile alla Trascendenza Divina.

## Devekut nello Chassidismo

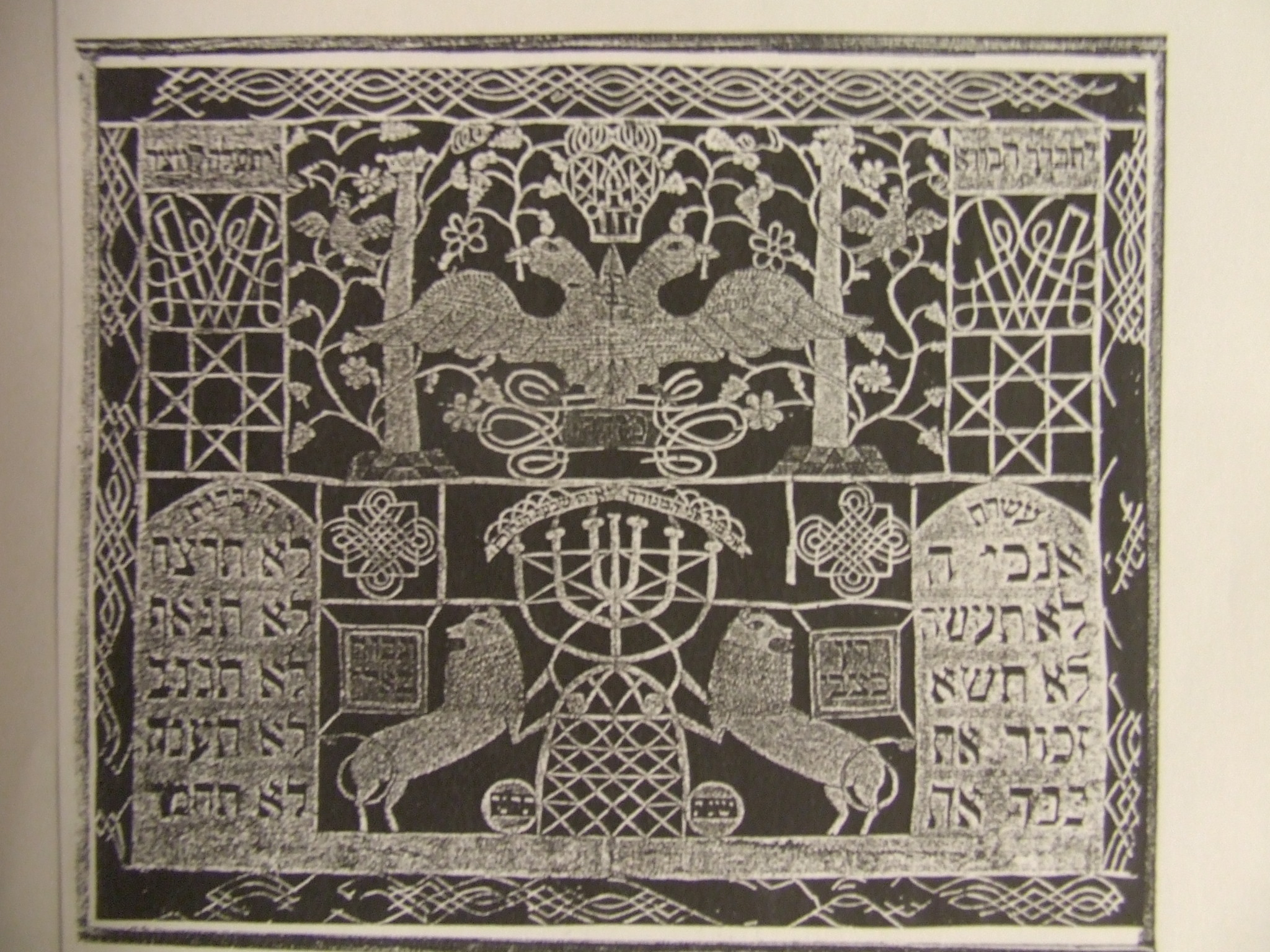
Nelle sue opere, il filosofo Abraham Joshua Heschel evoca il mondo scomparso degli ebrei dell'Europa orientale e lo interpreta come espressione suprema dello spirito ebraico

Il movimento chassidico, che iniziò nell'Europa orientale del XVIII secolo, causò un revival mistico e la prima divulgazione del misticismo ebraico alle masse. Lo Chassidismo adatta il pensiero cabalistico storico in modo suo caratteristico, e può esser considerato come una fase successiva della tradizione mistica ebraica. Questa democratizzazione della "mistica per tutti" coinvolgeva sia le espressioni esteriori di fervore che le profondità interiori di interpretazione cabalistica. Esteriormente, il Baal Shem Tov, fondatore dello Chassidismo, risvegliò la gioia mistica popolare e il dveikut, l'apprezzamento della sincerità, una nuova enfasi sulla preghiera, e incoraggiò la pratica mistica della gente semplice. La nuova dottrina del Rebbe chassidico, incorporata nelle carismatiche storie agiografiche della letteratura yiddish, personificò la Divinità per la gente comune. La Filosofia chassidica articolò un'internalizzazione delle strutture esoteriche della Cabala storica, in modo che queste potessero risvegliare nuove dimensioni di spiritualità sia per gli studiosi d'élite che per i semplici laici. Ciò relazionò la metafisica cabalistica alle sue corrispondenti facoltà di percezione psicologica naturale. Mentre l'attenzione della Cabala storica era focalizzata sulle emanazioni divine trascendenti mediante la Catena discendente di Mondi, il fulcro della filosofia chassidica era l'onnipresenza divina essenziale espressa immanentemente, intimamente accessibile ad ogni persona. La gente semplice e di bassa istruzione poteva raggiungere questo stato direttamente attraverso la propria sincerità di cuore, mentre gli studiosi d'élite erano attratti al Chassidismo dal fatto che vedevano nel suo pensiero una nuova dimensione spirituale al di là della precedente interpretazione rabbinica e cabalistica.
In termini di storia della mistica ebraica, la Cabala è stata chiamata "l'anima della Torah", descrizione delle sue dimensioni esoteriche, mentre lo Chassidismo è stato chiamato "l'anima dell'anima", esame della Divinità interiore dentro il tutto. Mentre l'espressione di devekut nella Cabala trascendente era correlata all'esperienza trascendente, il devekut nella Divinità immanente chassidica era correlata ad un'esperienza interiore essenziale. Ciò era accessibile a tutta la comunità, poiché lo Chassidismo enfatizzava le qualità superiori sia della gente semplice che degli studiosi. Con la sua enfasi sulla Divina onnipresenza, la filosofia chassidica cercava di unificare tutti gli aspetti della vita spirituale e materiale, per rivelare la loro divinità interiore. Il devekut era quindi raggiunto non attraverso pratiche ascetiche che "disgregavano" il materiale, ma con la sublimazione del materialismo nel culto divino. Ciò nonostante, in privato, molti Rebbe chassidici si impegnavano in pratiche ascetiche e pensiero chassidico per ragioni mistiche di portare merito alle generazioni, piuttosto che in precedenza come metodi di elevazione personale. Il Baal Shem Tov insegnava i vantaggi superiori, nei servizi liturgici ebraici, di incorporare il materialismo all'interno della spiritualità. Nel pensiero chassidico, questo è stato possibile grazie alla divina ispirazione essenziale all'interno dell'espressione chassidica. Nella sua terminologia, ci vuole una fonte divina superiore per unificare le espressioni inferiori del materiale e dello spirituale. In relazione all'essenza divina onnipresente, le emanazioni trascendenti descritte nella Cabala storica sono esterne. Ciò corrisponde alla differenza cabalistica tra l'Ohr (Luce) e il Maor (Luminare). La Divinità essenziale permea tutti ugualmente, dalla gente comune agli studiosi.

### Amore di Dio, Timore di Dio e nullificazione dell'ego nello Chassidismo

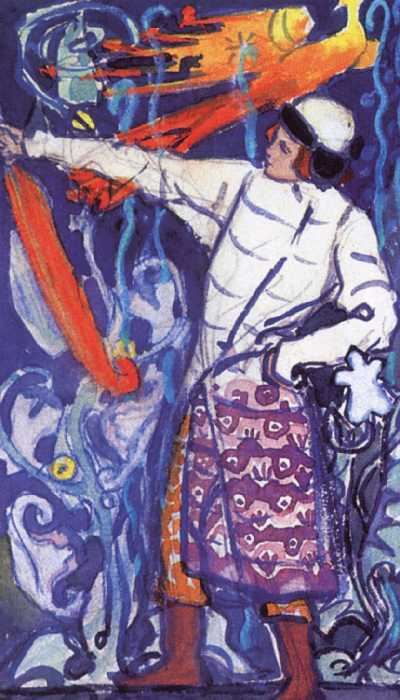
Il Baal Shem Tov enfatizza il valore sia del laico che dello studioso. In una parabola, le preghiere dello Tzadik somigliano all'ergersi sulle spalle di qualcuno per raggiungere un uccello in volo. I fedeli danno al Rebbe abilità mistiche, il Rebbe dà ai fedeli la propria vita

#### Chassidut e Mussar
Il pensiero tradizionale ebraico filosofico, etico e mistico descrive le due emozioni fondamentali della devozione spirituale, l'"amore di Dio" e il "timore di Dio". Il pensiero chassidico dà a queste nozioni standard la propria interpretazione. Il fondatore dello Chassidismo, il Baal Shem Tov, oppose le pratiche etiche di ammonimento (vedi Magghid), che potevano interpretare il timor di Dio come paura di punizione. Nello Chassidismo tale paura è vista come superficiale, egoista e travisante dell'amore divino per il Creato. Lo Chassidismo cercava di sostituire l'osservanza ebraica basata sull'auto-consapevolezza, con una superiore percezione e gioia (Simcha) del Divino onnipresente (vedi immanenza). Allo stesso modo reinterpretava il concetto tradizionale ebraico di umiltà. Per i maestri chassidici, l'umiltà non significava pensare poco di se stessi, una qualità lodevole che deriva da una origine esterna della spiritualità ebraica, ma piuttosto di perdere interamente ogni senso di ego (bittul-la negazione dell'ego). Questa spiritualità psicologica interiore poteva essere raggiunto solo partendo dall'interiore, attraverso la comprensione e la consapevolezza della Divinità nella filosofia chassidica. I leader chassidici dicono che "per dissipare le tenebre (impurità e ostacoli spirituali), non le si combatte" (metodo Mussar), poiché il successo nel combatterle ha l'inconveniente di immergerci nei problemi. Piuttosto, "uno accende la luce", siccome "un po' di luce libera da un sacco di oscurità". La luce rappresenta l'illuminazione della psiche nel pensiero chassidico.
I grandi maestri del Mussar contestavano che tale percorso potesse riguardare il pericolo di fuga dalla realtà, poiché capire se stessi è alla base della coscienza matura. In alcune scuole chassidiche questa difficoltà di evasione mistica è evitata: nello chassidimo Chabad, per esempio, la meditazione ebraica differisce dallo "Chassidismo Generale" nella ricerca di comprensione intellettuale e di contemplazione interiore al di là di forme più esterne di entusiasmo emotivo.

#### Negazione dell'ego e abnegazione altruistica
In tutto il Chassidismo la gioia mistica continua e il bittul-umiltà "tra uomo e Dio", sono idealmente riflesse allo stesso modo nell'abnegazione ad aiutare un'altra persona  – "tra uomo e uomo". Nella Legge ebraica, il sacrificio di sé è chiamato "mesiras nefesh" e comprende quelle situazioni occasionali quando si rinuncia alla vita. Nella terminologia chassidica quotidiana, mesiras nefesh significa invece il sacrificio dedicato a Dio o ad un'altra persona. È indicativo di ciò che le due scuole chassidiche più focalizzati sull'apprendimento quotidiano del pensiero mistico – Chabad (Lubavitch) e Breslov – siano diventate anche le due scuole chassidiche coinvolte nel Movimento Baal Teshuva. Nello Chabad, giovani uomini e donne di talento si dedicano ad andare in Shlichus (missione), piuttosto che dedicarsi alla tradizionale devozione spirituale e lodevole studio della Torah. Nel pensiero Chabad, tale aiuto materiale e spirituale per un'altra persona realizza la propria illuminazione spirituale e il raffinamento della propria personalità. Proprio come alcune forme tradizionali di pensiero ebraico dà enfasi al timore della punizione quale utile contributo per iniziare l'osservanza ebraica prima di passare a livelli più elevati, così anche alcune metodologie ebraiche supportano la motivazione di ricompensa eterna nell'Aldilà, o il più raffinato ideale della ricerca spirituale e il proprio approfondimento accademico/culturale mediante lo studio della Torah. Lo studio della Torah è visto dall'Ebraismo rabbinico come attività spirituale preminente, in quanto porta a tutte le altre mitzvot (osservanze ebraiche). Cercare un progresso spirituale personale tramite l'apprendimento è un ideale lodevole dell'Ebraismo rabbinico.
Lo Chassidismo, idealmente, ha respinto l'attenzione sulla ricompensa spirituale, o in ultima analisi anche l'ideale di autorealizzazione spirituale, come troppo egocentrici. Davanti alla magnifica consapevolezza della Maestà divina, attraverso il percorso mistico, la risposta automatica è la sincerità e il desiderio di annullare se stessi nella Presenza divina. Lo Shaliach chabad, per esempio, che si trasferisce in un luogo remoto per proporre una vita ebraica in quel luogo, generalmente assorbe l'idea che vale la pena di respingere anche i livelli più raffinati di avanzamento spirituale egocentrico ottenuti con un avanzato studio in Yeshivah, per aiutare altre persone nei loro bisogni spirituali e fisici. Questo atteggiamento si è diffuso anche in tempi recenti presso gli ebrei ortodossi lituani non chassidici, come parte della campagna spirituale del Movimento Baal Teshuva.
Tradizionalmente, parte dell'iniziale opposizione dei Mitnagdim (che si concentravano esclusivamente sul Talmud) si dirigeva contro gli ebrei lituani, a causa del loro timore che lo Chassidismo retrocedesse l'importanza tradizionale dello studio della Torah dal suo status preminente nella vita ebraica. Alcune interpretazioni chassidiche reputavano la preghiera mistica come la più alta attività, ma i praticanti pensavano che mediante tale attività tutto il loro studio e culto sarebbero diventati più spiritualizzati. Per la metà del XIX secolo lo scisma tra le due interpretazioni dell'Ebraismo europeo orientale era quasi del tutto sanato, poiché lo Chassidismo aveva rivelato la sua dedizione allo studio talmudico e il mondo lituano aveva apprezzato i vantaggi dell'enfasi etica.
Certi aneddoti chassidici illustrano l'idea mistica che rigetta le nozioni di ricompensa e punizione a favore del bittul (nullificazione) dell'ego nell'abnegazione devota. Uno riporta quanto segue:

Il primo leader di Chabad, Schneur Zalman di Liadi, teneva sulla sua scrivania alcuni dei suoi scritti mistici inediti. Scoppiò un incendio che li distrusse. In seguito, chiese se qualcuno li avesse copiati segretamente. I suoi stretti collaboratori risposero che nessuno li aveva copiati, poiché egli stesso aveva scritto in testa alle sue pagine l'avviso "un taglio mistico della propria anima nel mondo futuro per chiunque copi questi manoscritti". Sembra che Schneur Zalman sentisse di non aver ricevuto il permesso di distribuire questi insegnamenti dal Cielo. In reazione alla loro risposta, Schneur Zalman rispose "Che cosa è mai successo al sacrificio chassidico di sé per il bene del Cielo?"!

#### Forme di amore e di timore

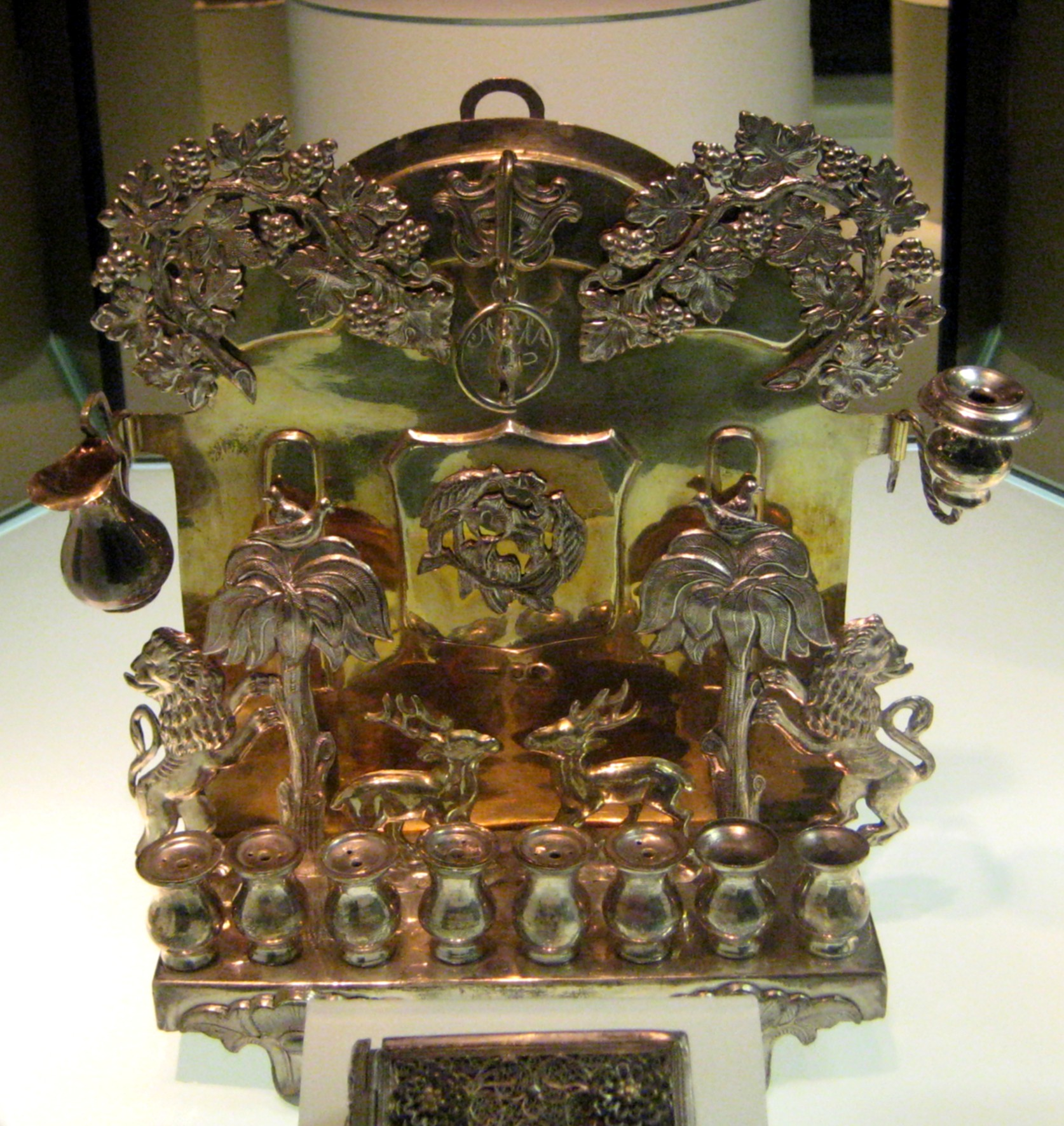
Nella letteratura chassidica, Amore e Timore di Dio sono paragonati al calore dell'oro e luminosità dell'argento. L'ascesa di una fiamma riflette il desiderio dell'anima di elevarsi

L'Amore e Timore di Dio ricevono diverse interpretazioni in tutti i testi storici dell'Ebraismo, dalle loro diverse denominazioni nel Cantico dei Cantici, al Talmud, ai filosofi ebrei, alla letteratura Musar e alla Cabala ebraica. Per Maimonide, ad esempio, basandosi sulla sintesi della rivelazione ebraica con la filosofia greca, l'amore e il timore dovevano essere stimolati dalla contemplazione delle meraviglie del Creato, che poteva rivelare la presenza del loro Creatore. Lo Chassidismo adotta le interpretazioni cabalistiche delle diverse forme di amore, e le interpretazioni mistiche di timore come soggezione di fronte alla Maestà divina. Basandosi sulle spiegazioni cabalistiche della terminologia del Cantico dei Cantici, il manuale chassidico classico per servire Dio – la Tanya di Schneur Zalman di Liadi –  descrive molti tipi di amore e soggezione mistici. I metodi di meditazione ebraica sostenuti qui, sono particolari della scuola di pensiero Chabad, ma questo testo è venerato in tutto lo chassidismo in generale, come guida strutturata sistematicamente per la vita chassidica quotidiana. In tutto lo Chassidismo, come anche nella Cabala, amore e timore sono risvegliati dallo studio dei testi mistici, e dei vari modi di applicazione alla vita ebraica quotidiana, a seconda delle diverse scuole all'interno dello Chassidismo stesso. Basandosi sulla Cabala, il pensiero chassidico distingue tra le forme inferiori e superiori di amore, soggezione e annullamento dell'ego.

#### Amore di Dio e ricompensa spirituale
Il vantaggio spirituale dello Chassidismo sulla Cabala viene espresso nella sua capacità di esternarsi senza ricorrere ai termini esoterici della Cabala. Ciò è messo in evidenza nelle storie carismatiche yiddish raccontate circa gli amati Maestri dello Chassidismo, come anche nelle parabole mistiche che narravano per illustrare le loro idee. Una di queste parabole distingue tra forme superficiali di amore per Dio e la ricompensa spirituale, con vere forme di amore altruistico:

Un potente re era grato a due semplici poveri per la loro devozione, e decise di mostrare la sua gratitudine. I due poveri operai non erano mai stati nel palazzo reale, ma avevano visto il Re solo in occasioni ufficiali. Dopo aver ricevuto il loro invito a incontrare il Re, in trepidazione ed eccitazione, si avvicinarono al palazzo. Una volta entrati, si stupirono nel vedere la magnificenza del palazzo. Uno dei poveri era così estasiato da queste ricchezze, che si fermò nelle grandi sale per godersi la loro bellezza. Non progredì più oltre queste sale. Nel frattempo, l'altro operaio che era più saggio, aveva desiderio solo della presenza del Re. I bellissimi ornamenti non lo distrassero mentre entrava nella sala interna, dove si dilettò esclusivamente a contemplare il Re stesso.

In una storia simile si racconta come, in momenti di rapimento mistico, Schneur Zalman di Liadi fosse visto rotolarsi sul pavimento, esclamando: "Dio, io non voglio il Tuo Giardino dell'Eden (Mondo Celeste), non voglio il tuo Mondo a venire (giorni messianici), voglio solo Te! "

### L'esperienza psicologica di devekut
Gli insegnanti di Chassidismo asseriscono che il timor di Dio è diverso dalle forme naturali di timore mondano, che sono esperienze sgradevoli, e quando provate al momento rimuovono altre emozioni. La soggezione e trepidazione avvertite quando si percepisce la grandezza mistica di Dio, comportano una loro propria gioia e bittul-nullificazione, e possono essere sentite insieme al desiderio e alla gioia dell'amore mistico.

#### L'esperienza naturale e l'esperienza mistica

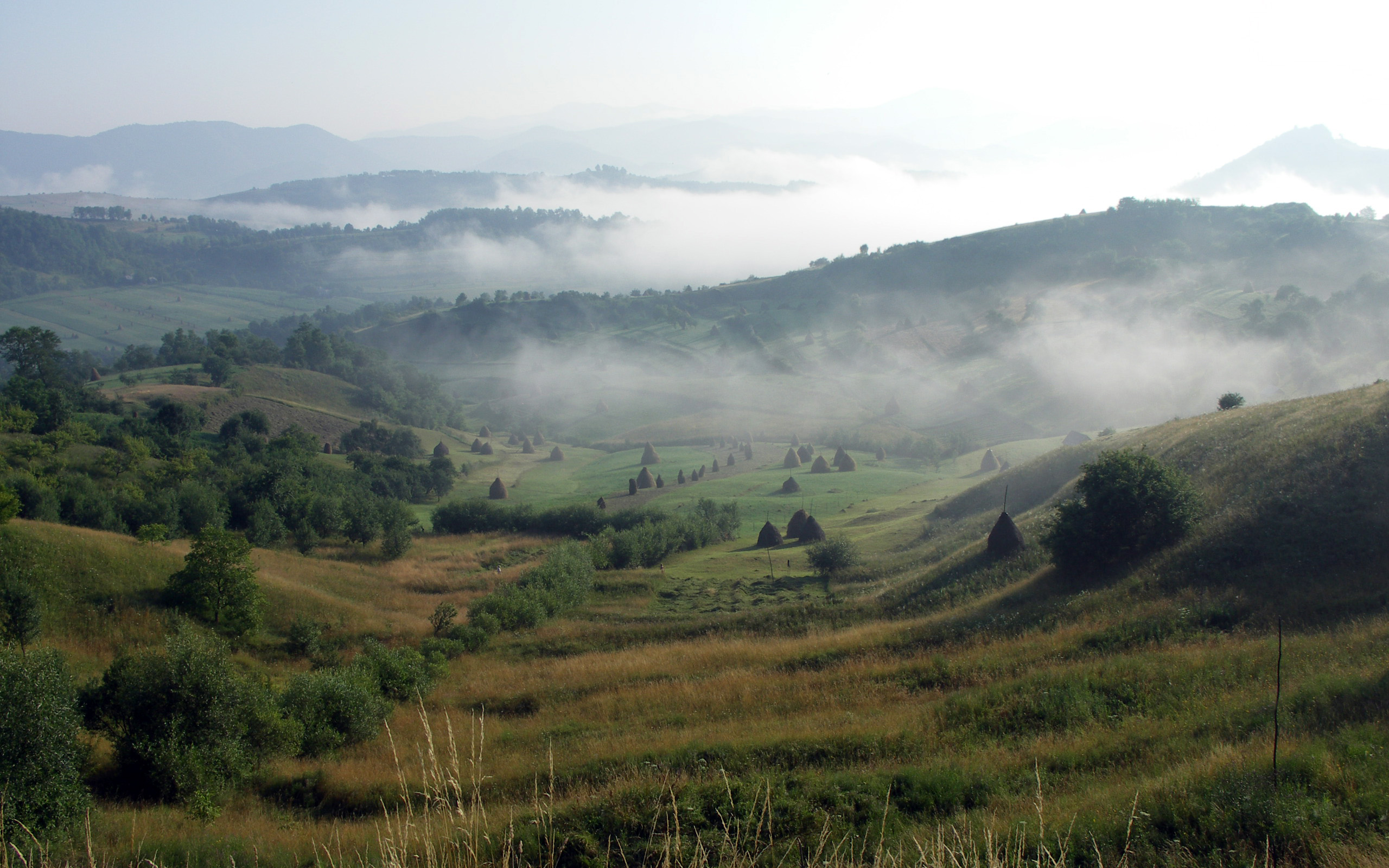
Le storie chassidiche yiddish raccontano i viaggi degli Tzadikim Nistarim (Tzadikim nascosti) e dei Rebbe chassidici negli Shtetl e nelle regioni dell'Europa orientale

Coloro che hanno studiato i testi dello Chassidismo, e hanno accettato positivamente le "Sorgenti", possono allora applicare questa prospettiva mistica alla vita quotidiana. Particolarmente opportuno, nella vita chassidica tradizionale, era cercare momenti di solitudine nella Natura. Per lo chassdismo Breslov, le semplici preghiere dal cuore in un tale ambiente (hitbodedut) diventa di centrale importanza. Rabbi Nachman di Breslov descrive poeticamente la forza vitale spirituale delle erbe del campo che si uniscono e aiutano nelle proprie preghiere. Anche psicologicamente, la bellezza estetica della Natura si eleva nel riflesso della Trascendenza divina. Per un'anima sensibile, un albero può assumere l'ulteriore dimensione di bellezza mistica, che unisce l'immanenza di Dio con la trascendenza. Trascendenza e Immanenza divine sono nozioni tradizionali del pensiero ebraico. Il Panenteismo del Baal Shem Tov ha dato nuova enfasi alla teologia e percezione del Divino immanente in tutte le cose. Ciò comportava nozioni cabalistiche precedenti, che vedevano la Natura come una manifestazione di Dio, con le relative conclusioni teologiche. (Il Cabalisti spiegano che uno dei nomi ebraici di Dio, "Elo-h-im", che rappresenta l'immanenza divina, è numericamente equivalente in Ghematria a "HaTeva" che significa "Natura"). Nella seconda sezione del Tanya, Schneur Zalman di Liadi articola le spiegazioni filosofiche di ciò. Allo stesso modo, il Baal Shem Tov ha dato una nuova interpretazione della Divina Provvidenza, che descrive come il movimento di una foglia al vento sia significativo nel piano divino. Un racconto del Baal Shem Tov illustra anche il rapporto tra la consapevolezza dell'immanenza divina nella Natura con l'infusione della luce superiore della trascendenza divina:

Una volta, quando il Baal Shem Tov era in viaggio, Shabbat lo superò per strada. Allora fermò il carro e uscì nei campi per svolgere i servizi che accolgono la venuta dello Shabbat, per rimanere lì fino a quando lo Shabbat sarebbe finito. Nei campi, un gregge di pecore stava pascolando. Quando il Baal Shem Tov alzò la voce e recitò le preghiere che accolgono lo Shabbat come l'avvento di una sposa, le pecore si alzarono sulle zampe posteriori e sollevarono la testa in aria, rimanendo come gente che ascolta. E così rimasero in profonda attenzione per due ore, per tutto il tempo che il Baal Shem recitò.

Nel racconto, le pecore si accorgono d'istinto che esiste una realtà divina trascendente. Nella narrativa, le preghiere del Baal shem Tov sono così sante da farlo percepire perfino a creature istintive.
L'unificazione, tra l'aspetto semplice della preghiera ebraica e quello rivelatore o mistico, consiste nel rivolgere tutto sé stesso verso Dio: ciò non significa quindi "sacrificare la propria vita" ma, come in Adon Olam si può leggere, aderire a Dio anche nel Mondo ed in Vita.

### Deveikut e osservanza ebraica

#### Deveikut appoggiandosi allo Tzadik
Il primo movimento chassidico scaturito dal Baal Shem Tov, si sviluppò dai circoli esoterici mistici êlitistici di spiritualismo a volte collegati a sodalizi pratici. Il vero deveikut all'inizio dello Chassidismo rifletteva la natura superiore della condotta mistica elevata, fuori della portata di conseguimento da parte della comunità generica, sebbene si cercasse di raggiungere la gente comune tramite l'insegnamento mistico popolare. Con lo sviluppo dello Chassidismo come movimento sociale su larga scala attraverso i discepoli del Dovber di Mezeritch, venne sviluppata la dottrina chassidica basilare dello "Tzadikismo Popolare", soprattutto grazie al rabbino polacco Elimelech di Lizhensk (anni 1700). In questo, mentre il vero deveikut era irraggiungibile per la gente comune coi propri sforzi, la forma sostitutiva di attaccamento allo Tzadik permetteva a tutti di percepire e sperimentare la Divinità. Questa era la prima volta che il misticismo ebraico, incarnato nel deveikut esoterico elitistico dello Tzadik, veniva combinato con la dottrina sociale popolare pratica. Lo Tzadikismo e la sua parallela adorazione di Dio attraverso la materialità, divenne la caratteristica più distintiva dell'Ebraismo chassidico, distinguendlo da altre forme di Ebraismo tradizionale. Lo Tzadik rappresentava la Divinità, tramite l'adattamento chassidico del concetto cabalistico di Yesod-Fondazione, diventando il canale della divina benedizione spirituale e fisica per i suoi seguaci. La scuola Chabad russa di Shneur Zalman di Liadi e dei suoi successori, divenne l'eccezione dello chassidismo principale, cercando di comunicare la dimensione esoterica elitista di deveikut nel modo più ampio possibile, mediante il suo metodo di indagine intellettuale del pensiero chassidico. In questa, come anche nella differente scuola polacca Peshischa-Kotzk che sottolineava l'autonomia personale, il ruolo principale dello Tzadik fu come insegnante in Chabad, o come mentore in Peshischa. La forma più estrema di Tzadikismo, a volte contrastata da altri leader chassidici, venne rappresentata dai Rebbe "esecutori di meraviglie", per i quali la trasmissione divina di benedizioni attraverso la pratica teurgica divenne centrale, a scapito dell'insegnamento della Torah. Lo Chassidismo sviluppò tradizioni di raduni (Tish), richieste (Kvitel) e Yechidut (udienze private) nella condotta dello Tzadik.

#### Deveikut e Teshuvah
La parola Teshuvah, spesso tradotta in italiano come "Pentimento", letteralmente significa "Ritorno" a Dio nell'Ebraismo. I codici halachici la definiscono come personale pentimento spirituale ed espiazione del peccato. La letteratura Musar generalmente la considera in un ruolo di più profonda comprensione, crescita spirituale e fedeltà personale. Il pensiero chassidico, basato sulla esegesi cabalistica, le conferisce una struttura ascendente mistica. Interpreta due livelli di ritorno, la "Teshuvah Inferiore" (un minore ritorno a Dio), e "Teshuvah Superiore" (un maggiore ritorno). Nella filosofia chassidica, Teshuvah non coinvolge soltanto il pentimento e la rettifica di errori spirituali precedenti. Piuttosto, come insegna il Baal Shem Tov, anche gli Tzadikim perfettamente giusti hanno bisogno di tornare a Dio, nella Teshuvah Superiore di continua ascesa alla santità. Con le nuove rivelazioni della Divinità mistica, si perviene ad una nuova consapevolezza del bittul (auto-annullamento) e del desiderio di Dio nel deveikut. Secondo l'esegesi cabalistica della parola ebraica "teshuvah" (תשובה), questa può essere letta come "tornando alla lettera hei" (תשוב-ה). Il Tetragramma, essenziale Nome Divino, ha due lettere "hei", la seconda corrispondente ai livelli inferiori rivelati dei Quattro Mondi della Cabala, e la prima corrispondente ai reami superiori nascosti. Gli errori spirituali dell'uomo raggiungono solo i reami inferiori. La Teshuvah Inferiore restituisce la seconda hei in rettifica, la Teshuvah Superiore riscatta la hei maggiore in ascesa santa.

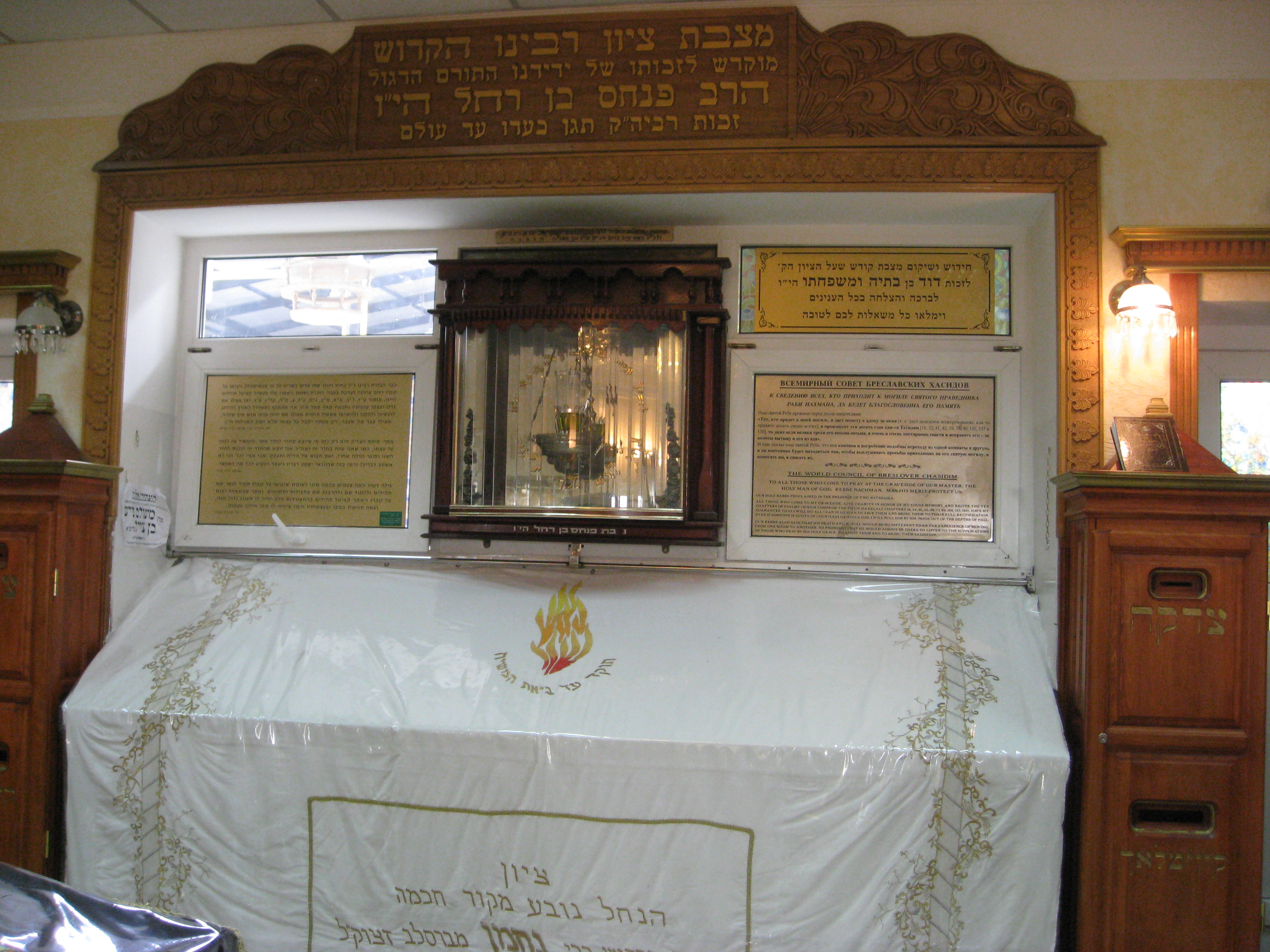
Il Rebbe chassidico Nachman di Breslov ispira la ricerca di deveikut da parte di ebrei non osservanti. Il pellegrinaggio annuale alla sua tomba a Uman' (Ucraina) attrae molti postulanti secolari, ricercatori di spiritualità

Il servizio del Rabbi Tzadik chassidico è una continua ascesa nel dveikut di amore, soggezione e fede in Dio. Questo è chiamato il servizio di "Eschapchah" ("trasformazione" di tenebre in luce). La gente normale, che sale e scende spiritualmente, si impegnano di più nel servizio di "Iskafiah" ("Sottomissione" all'impurità). Con la sua caratteristica articolazione di Onnipresenza Divina in ogni cosa, lo Chassidismo enfatizza la qualità superiore di entrambi i servizi. Si raccontano storie di Rebbes chassidici che invidiavano la battaglia con l'impurità della gente comune. Quando una persona cade spiritualmente, e ha bisogno di "Teshuvah Inferiore", allora il pensiero chassidico dà incoraggiamento alla nuova realtà. La teologia talmudica descrive i suoi due tipi di Teshuvah: "Teshuvah da Timore" di Dio, che cancella il peccato, e "Teshuvah da Amore" per Dio, che trasforma il peccato in merito. Nel percorso di rettifica chassidica del peccato, tramite il deveikut mistico il peccato può essere trasformato (Eschapchah) in pieno merito interiore. Una volta che il seguace chassidico percepisce il proprio esilio interiore da Dio che il peccato ha causato, attraverso lo studio mistico diventa conscio di un desiderio ancora più forte per Dio che lo Tzadik può raggiungere. Ciò è paragonato alla sete di una persona in un deserto desolato senza acqua. Con il deveikut devoto il chassid può diventare una persona completamente trasformata, e la strada per il suo livello divino superiore si sviluppa attraverso il peccato stesso. Di conseguenza, il Baal Shem Tov interpreta la parola ebraica del peccato (חטא - "Cheit"), come se possedesse una lettera aleph muta alla fine. Il Baal afferma che ciò rappresenta la scintilla di santità nascosta all'interno del peccato stesso, che si rivela nella Teshuvah.
La Cabala descrive questo processo come "ogni discesa spirituale è solo allo scopo di raggiungere una ancor più elevata ascesa successiva". Nella Onnipresenza chassidica, il Baal Shem Tov insegna una nuova visione della Divina Provvidenza individuale, ove ogni dettaglio è una parte nascosta del piano divino. Quasi ogni individuo è destinato a riscattare personalmente le proprie scintille personali di santità. Nello Chassidismo, quindi, il fallimento spirituale è di per sé l'inizio interiore nascosto dell'ascesa finale.
Nella tradizione chassidica, il percorso di Nachman di Breslov è particolarmente legato all'offrire redenzione e incoraggiamento a coloro che sono coinvolti in difficoltà personali e impurità spirituali. Attraverso la sua articolazione creativa di misticismo chassidico, i suoi insegnamenti possono risvegliare un desiderio di deveikut, il percorso di espressione hitbodedut personale dei propri problemi, e una rettifica mistica Tikkun HaKlali per tutti. La sua opera principale Likkutei Moharan viene colloquialmente indicata come il libro chassidico per aiutare chi ha difficoltà spirituali (non sempre dovute al peccato o allo Yetzer ha-ra, "cattiveria"). Il Tanya di Schneur Zalman di Liadi è sottotitolato il "libro chassidico per la persona intermedia" che abbia la facilità di meditare intellettualmente sulla filosofia chassidica per raggiungere la Teshuvah interiore. L'opera Noam Elimelech di Elimelech di Lizhensk, istruisce il "libro chassidico per i giusti" e il principale percorso chassidico di Teshuvah mediante l'adesione allo Tzadik.

#### Deveikut e preghiera chassidica

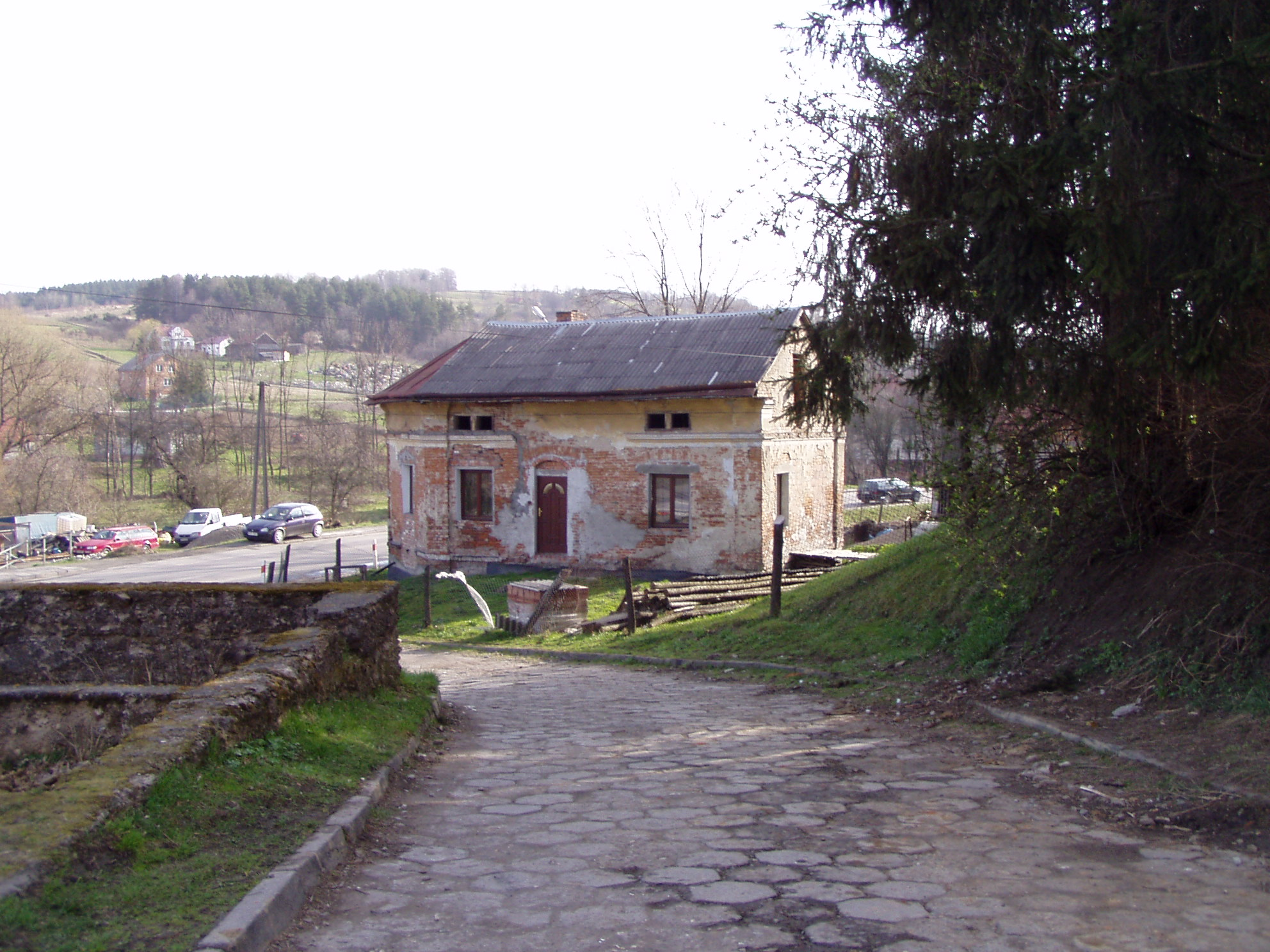
La Mikveh (vasca di immersione rituale) a Bircza, Polonia. La tradizione chassidica incoraggia i fedeli a prepararsi per la preghiera quotidiana e per lo Shabbat con l'immersione per l'elevazione mistica

Il Baal Shem Tov insegnava il valore spirituale della gente ebrea semplice. Ciò avveniva in un momento dopo che la rivolta di Chmel'nyc'kij del XVII secolo aveva devastato le comunità ebraiche in Ucraina, e un divario si era formato tra i centri di studio talmudico e le masse analfabete. Con la preminenza tradizionale dell'Ebraismo rabbinico per lo studio della Torah, si reputava che le masse analfabete, anche se non per colpa loro colpa, erano spiritualmente inferiori. I Magghidim giravano per le comunità ebraiche offrendo ammonimenti di ulteriori punizioni come mezzo per incoraggiare l'osservanza tra le masse impoverite e senza diritti. In questa arena, il misticismo del Baal Shem Tov insegnava che la gente comune sincera poteva essere più vicino a Dio di uno studioso superbo per i propri compimenti. Esprimeva le sue idee rivoluzionarie in parabole, storie e insegnamenti concisi tra i luoghi di mercato del popolino. I racconti leggendari su di lui, poi trascritti in Shivchei HaBesht e altre collezioni agiografiche, descrivono quanto apprezzasse le preghiere sincere della gente semplice e ingenua. Nella storia chassidica forse più caratteristica, il comportamento del Baal Shem Tov esemplifica il suo nuovo insegnamento mistico e la sua gioia infinita per l'ingenuo deveikut della gente semplice:

Le sante preghiere del Baal Shem Tov e della sua cerchia di seguaci non erano in grado di far revocare un severo decreto celeste che avevano avvertito durante la festività di Rosh Hashanah (Capodanno). Dopo aver recitato le preghiere dilungandole oltre il tempo necessario, il pericolo era rimasto. Un pastorello illetterato entrò e fu profondamente invidioso di coloro che sapevano leggere le preghiere del giorno santo. Disse Dio "Io non so pregare, ma posso fare i versi degli animali della campagna". Con grande sensibilità, egli gridò: "Chicchirichì. Dio abbi pietà!" Immediatamente, una gran gioia invase l'animo del Baal Shem Tov, che si affrettò a finire le preghiere del giorno. In seguito, spiegò che l'accorata preghiera del pastorello aveva aperto le porte del cielo e il decreto era stato revocato.

Con questa enfasi divulgativa, lo Chassidismo rese popolare il misticismo ebraico. Offrì il deveikut, che era stato precedentemente limitato a forme cabalistiche trascendenti, in una nuova percezione immanente tangibile e diretta. Percorsi chassidici successivi adottarono metodi diversi di meditazione ebraica per la preghiera, dal Breslov che promuoveva lo hitbodedut emotivo (preghiera "appartata"), allo hitbonenut intellettuale (preghiera "contemplativa") di Chabad.

#### Espressione musicale del Deveikut

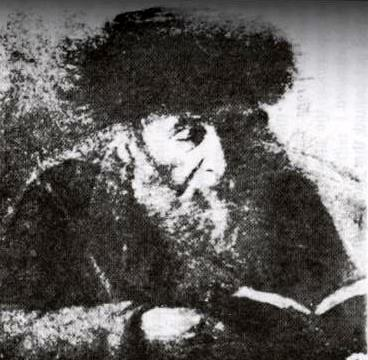
Lo Chassidismo trova espressione negli emotivi Niggunim (melodie estatiche). I deveikut niggunim meditativi, spesso declamati in preghiera, sono usualmente senza parole e portano ad un'elevazione spirituale durante il culto liturgico

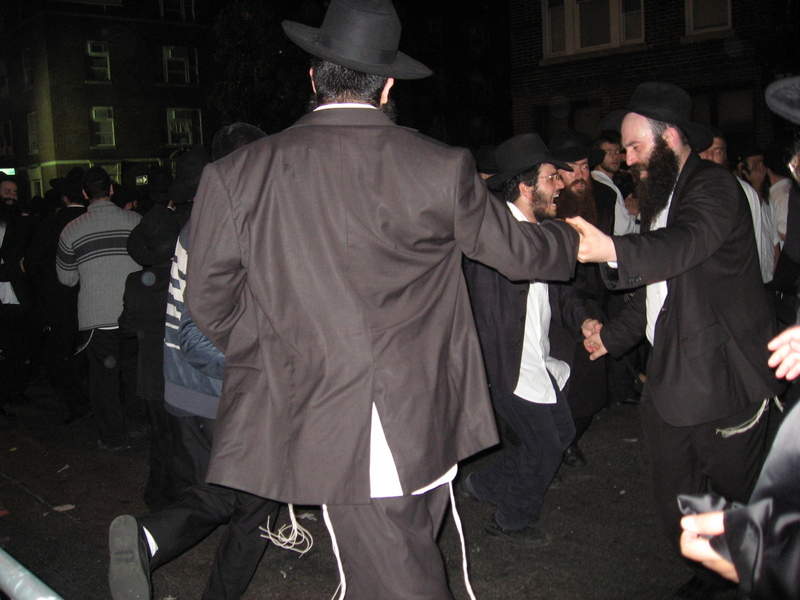
I niggunim generano l'ispirazione del deveikut nella celebrazione di cameratismo e fratellanza

Una ripresa di interesse per la musica ebraica fu fomentata dallo Chassidismo. Le melodie niggunim chassidiche sono una forma distinta di tecnica del canto, che esprime le sue emozioni mistiche di deveikut. Lo Chassidismo diede una nuova enfasi al canto come forma di culto nella preghiera. Poiché niggunim sono senza parole, si insegna che il niggun può raggiungere livelli spirituali superiori alle parole della preghiera, dato che aprono il cuore all'amore e al timore di Dio. Siccome molti niggunim sono stati composti da maestri chassidici, si ritiene che attraverso il canto delle loro melodie, il seguace possa associarsi all'anima del proprio Rebbe ed esserne ispirato. Questa dimensione musicale di deveikut chassidico, simile alle nuove forme di culto nel raccontare storie yiddish, coglie le caratteristiche della sua estasi mistica.
I diversi gruppi chassidici hanno sviluppato ciascuno i propri stili distintivi di niggun. I rispettivi seguaci abitualmente si riuniscono insieme durante le festività ebraiche e cantano in gruppo, ricevendo e dando ispirazione spirituale, e celebrando il cameratismo fraterno. La tradizione chassidica venera il pellegrinaggio personalizzato al particolare Rebbe a cui si deve fedeltà, sia per ottenere una udienza privata o per assistere alle loro riunioni pubbliche (Farbrengen). Le celebrazioni si basano sui suoi insegnamenti biblici, a volte su messaggi personali, e sono intervallate da niggunim ispiratori.
Ci sono niggunim per meditazione privata, spesso in preghiera, chiamati devekus niggunim. Questi sono di solito più lenti dei niggunim comunitari e senza parole. Il Baal Shem Tov parlava dei devekus niggunim come "canzoni che trascendono sillabe e suoni". Diversi brani a lui attribuiti sono ancora in uso a tutt'oggi.
Alcuni niggunim provengono da fonti non ebraiche. La tradizione chassidica, basandosi su una prassi del Baal Shem Tov, adattò inni secolari, marce e canzoni popolari, dando loro una nuova interpretazione spirituale. È convinzione chassidica che queste canzoni, nelle loro forme secolari, fossero in un esilio spirituale. Adattandole alle forme liturgiche, elevano al Cielo "Scintille di Santità", sulla base della rettificazione cabalistica (Tiqqun 'Olam) di Isaac Luria.
Durante le festività ebraiche, come per esempio durante i giorni intermedi di Sukkot e durante le celebrazioni tradizionali di Simchat Torah, il giorno più gioioso del calendario ebraico, niggunim esultanti vengono cantati nelle danze di sinagoga.

#### Deveikut e Mitzvot
Esiste un dibattito storico nella letteratura rabbinica se lo studio della Torah o le mitzvot (osservanze ebraiche) siano spiritualmente superiori. Le 613 mitzvot stesse si possono suddividere in osservanze etiche ("tra uomo e uomo") e rituali ("tra l'uomo e Dio"). La letteratura mistica, basata sulla Cabala, dà metafisicamente ragione alle mitzvot. Lo Chassidismo sorse in un momento quando lo studio approfondito del Talmud veniva considerato come l'attività ebraica suprema, ma fuori dalla portata delle masse incolte. Il Baal Shem Tov diede nuovo risalto alla preghiera e sincera osservanza delle mitzvot da parte della gente semplice e comune. Per il Baal Shem Tov, "Dio desidera il cuore". Proprio come le semplici preghiere delle masse comuni possono andare oltre la spiritualità consapevole degli studiosi, così anche le loro mitzvot possono raggiungere livelli spirituali che gli Tzadikim invidiano ed emulano.
Nella dimensione profonda dell'interpretazione filosofica chassidica della Cabala, le mitzvot sono descritte metaforicamente come gli "arti del Re" (Dio) ed una comunione dell'essenza divina espressa nella Volontà dei comandamenti. I racconti chassidici narrano del deveikut dei Rebbe e della gente semplice nel compimento delle mitzvot. Molti storie vengono raccontate del fervore di Levi Yitzchok di Berditchev, denominato "Avvocato Celeste di Israele" davanti a Dio. La sua devota risposta emotiva al deveikut rompeva le regole sobrie di comportamento, a volte scherzosamente in pubblico. In una storia, Levi si prepara alla macellazione rituale di un pollo in base alle leggi halakhiche della shekhitah:

Mentre recitava la benedizione prima dell'atto, si sofferò sul santo comandamento che stava per compiere. "Benedetto sei tu, o Dio...", esordì. "...Che ci comandi in merito alla shekhitah",  concludendo con tale fervore da perdere ogni senso di ciò che lo circondava. Aprendo gli occhi dopo la benedizione, si guardò intorno e trovò la stanza vuota, con il pollo scappato. "Dov'è il pollo?", cominciò a chiedere!

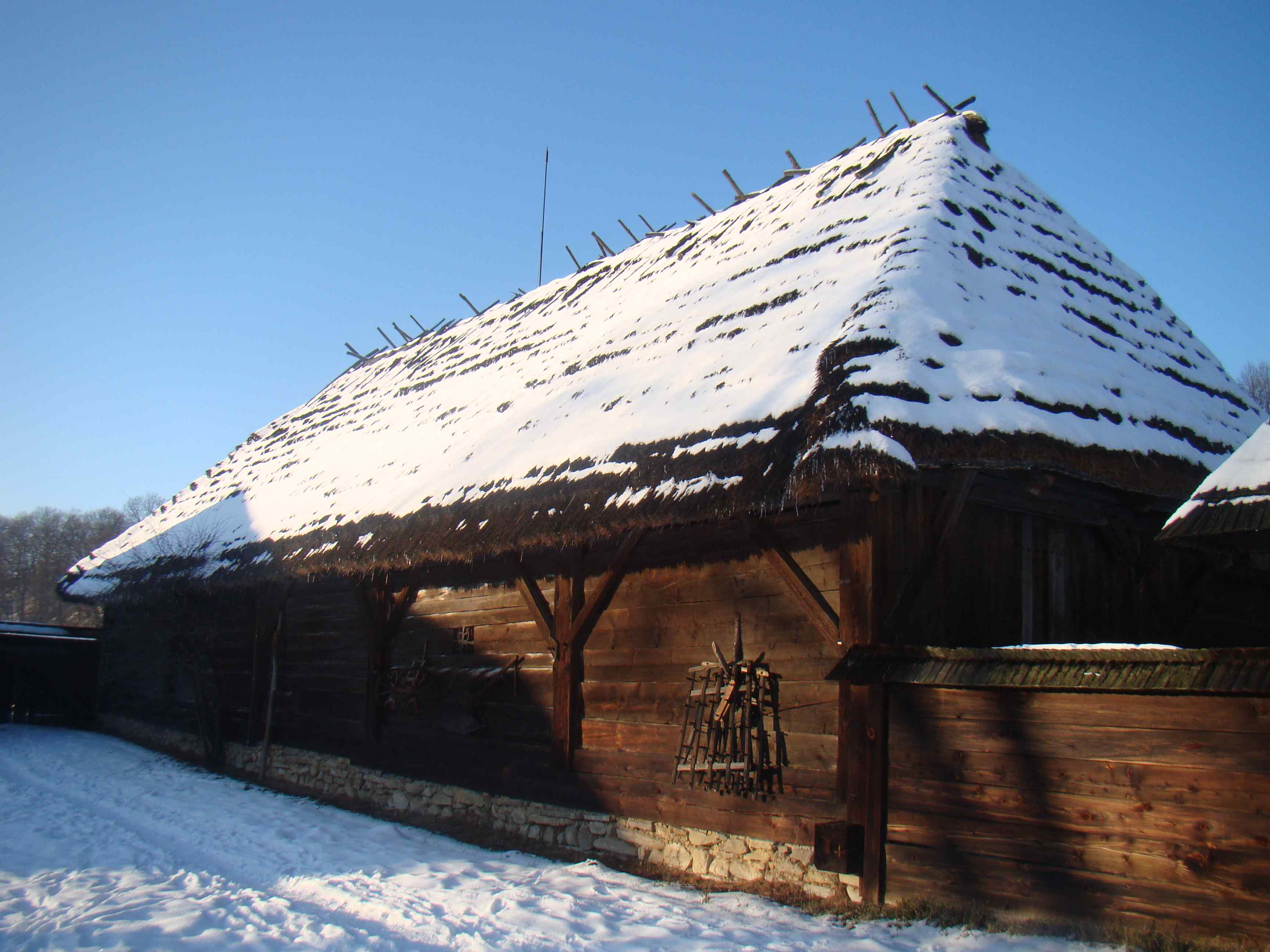
Un aforisma chassidico consiglia di accendere un fuoco piuttosto che indossare un cappotto di pelo per riscaldarsi: analogia del proposito di divulgare il misticismo, incoraggiare invece di ammonire, e rigettare l'ascetismo
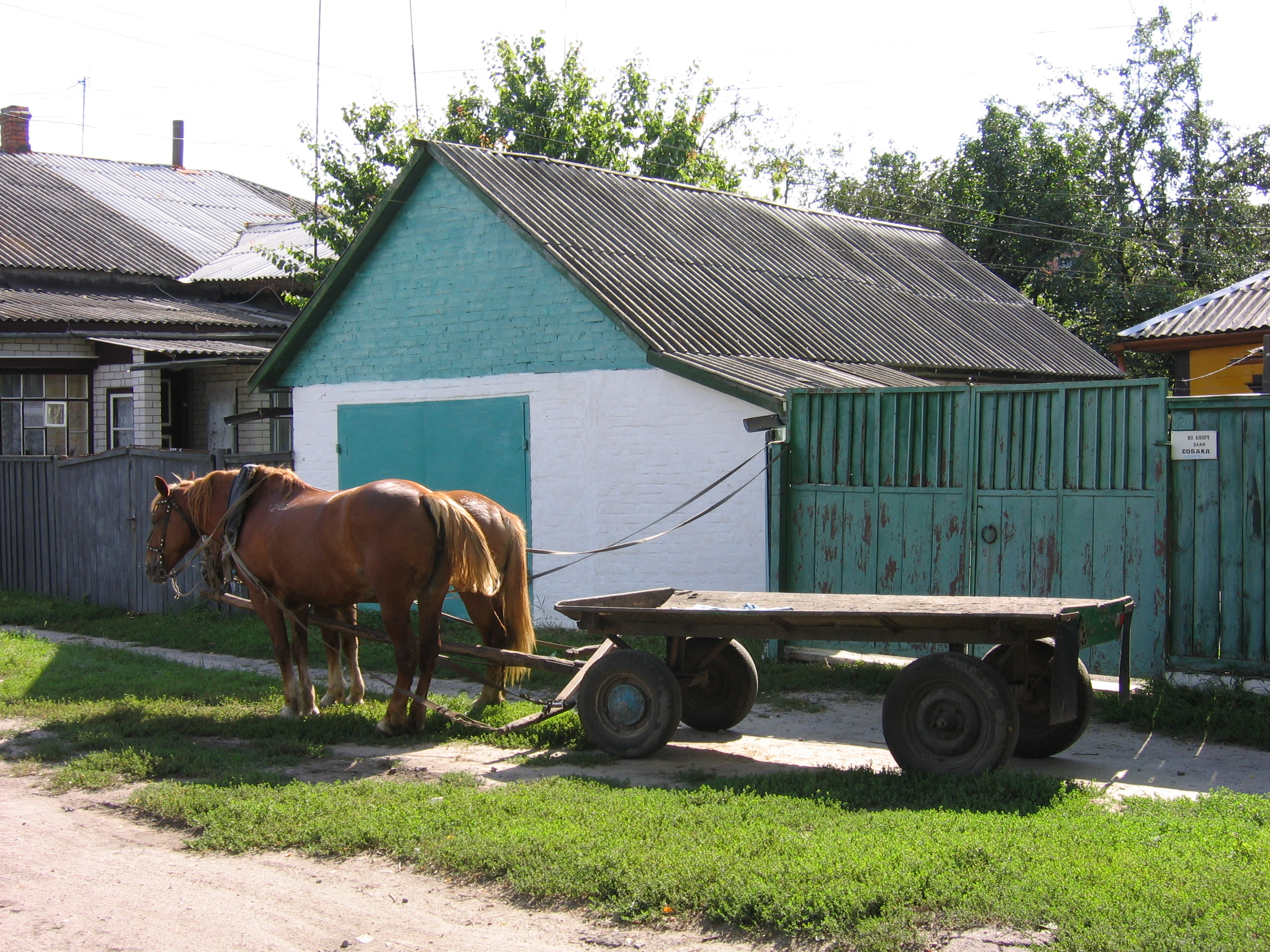
Le storie yiddish descrivono i pellegrinaggi alle corti dei Rebbe.[21] L'immagine dell'itinerante viene spesso citata nella letteratura chassidica teorica e narratica.
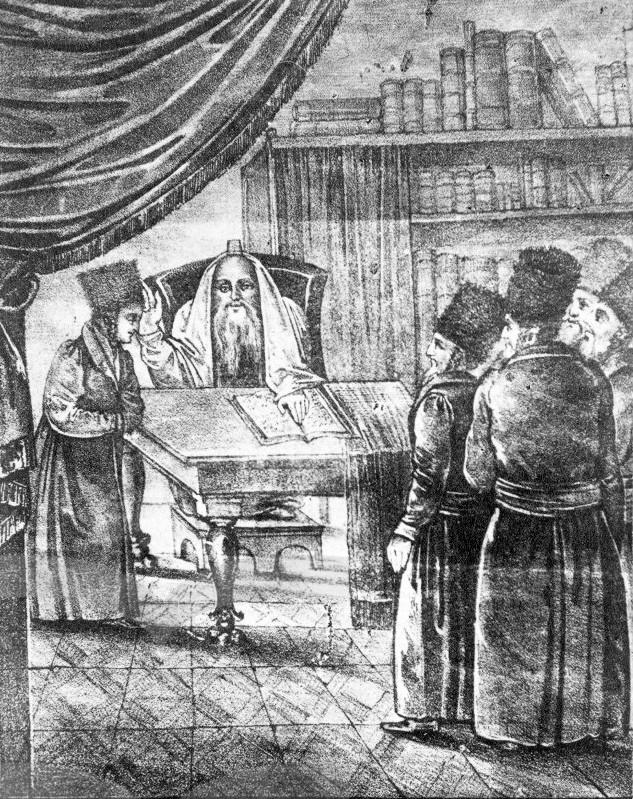
Lo Chassidismo, anche Chassidut, comprende sia la contemplazione elitista di Dio, sia il deveikut popolare con lo Tzadik. La dottrina dello ""Tzadikismo Popolare" rinnovò l'istituzione sociale del misticismo ebraico
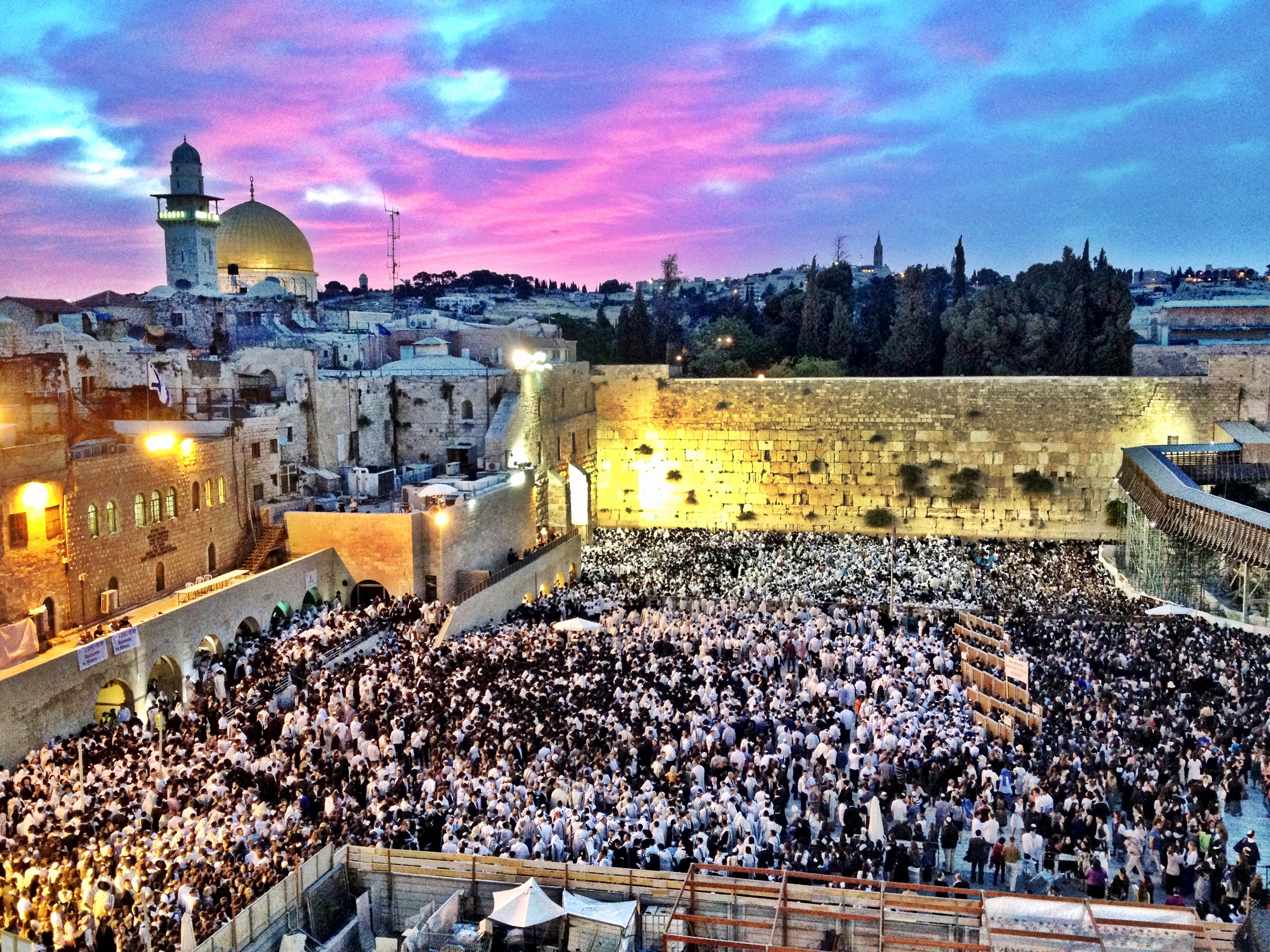
La Festa di Shavuot con un raduno notturno presso il Muro Occidentale di Gerusalemme a celebrare la Torah